# Winand Nick

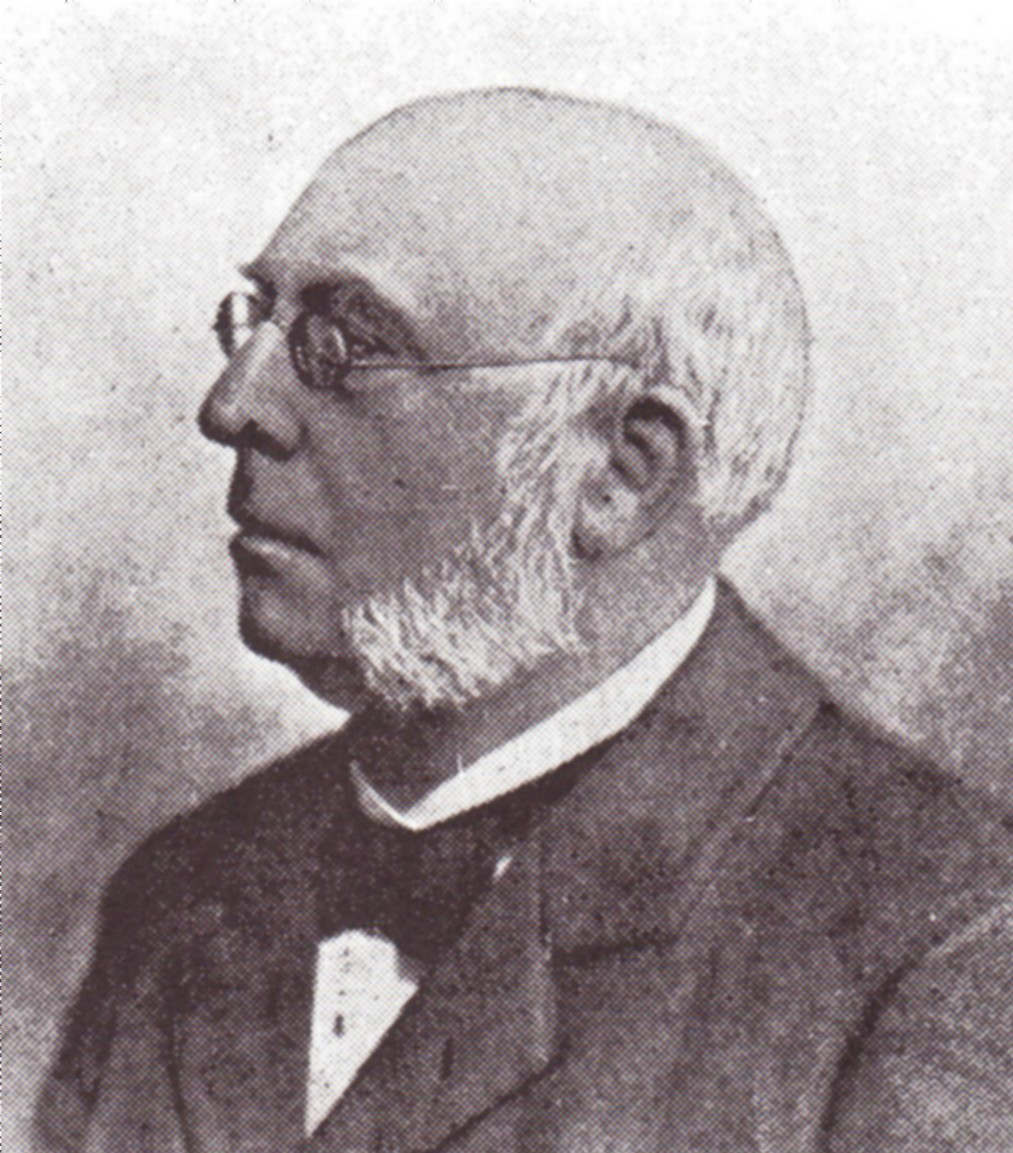
Winand Nick, um 1900

Winand Nick (* 11. September 1831 in Fritzlar; † 18. Dezember 1910 in Hildesheim) war Dommusikdirektor und Musikpädagoge in Hildesheim und ein produktiver, seinerzeit viel beachteter Komponist.

## Leben

### Fritzlar, Kassel, Fulda
Nick wurde 1831 in Fritzlar geboren. Sein Vater Johann Georg Nick war Musiklehrer und Organist am Fritzlarer Dom. Winand vervollkommnete sich früh im Klavier-, Violin- und Orgelspiel. Bereits mit neun Jahren vertrat er seinen Vater an der Domorgel. Als der Vater zwei Jahre später starb, übernahm der Elfjährige seinen Dienst. Mit vierzehn wechselte er zur weiteren musikalischen Ausbildung nach Kassel, wo wahrscheinlich Louis Spohr zu seinen Lehrern gehörte. Für eine Musikerlaufbahn fehlte jedoch das Geld. Daher trat er ein Jahr später ins Lehrerseminar in Fulda ein. Hier war Michael Henkel sein Orgel- und Kompositionslehrer. Als Mitwirkender, ab 1851 als Leiter der Aufführungen des Gesangvereins Cäcilia lernte er die Werke der klassischen und frühromantischen Chormusik kennen. Gleichzeitig erteilte er privaten Klavier- und Gesangsunterricht.
1856 bewarb sich Nick um die vakant gewordene Stelle des Musikdirektors am Hildesheimer Dom, die mit der Aufgabe eines Gesangslehrers und Chorleiters am Gymnasium Josephinum verbunden war. Als mit Abstand bester der sechs Kandidaten erhielt er im Sommer desselben Jahres die Anstellung. Vermutlich um diese Zeit heiratete er seine Frau Ursula.

### Hildesheim
In Hildesheim entfaltete Nick eine umfangreiche musikalische Tätigkeit von hoher Qualität. Die vokale und instrumentale Dommusik mit der regelmäßigen Aufführung anspruchsvoller Werke und die Gesangserziehung der Gymnasiasten, die teilweise auch in der Domliturgie mitwirkten, waren seine Hauptaufgaben. Abweichend von der Regel seiner Zeit führte er den Domchor nicht als Knaben- und Männer-, sondern als gemischten Chor. Daneben leitete er den überkonfessionellen Oratorienverein und organisierte Kammerkonzerte, bei denen er als Pianist mitwirkte.
Das von Nick bevorzugte Repertoire entstammte vorwiegend der ersten Hälfte des 19. Jahrhunderts. In den späteren Jahren seines Wirkens griff er unter dem Einfluss des Cäcilianismus vermehrt auch auf vorklassische Werke zurück. Dagegen erklangen die Wiener Klassiker und die Musik der Zeitgenossen seltener.
Schon seit seiner Fuldaer Zeit war Nick kompositorisch tätig. Er schuf überwiegend, aber nicht ausschließlich geistliche Werke, Chor-, Orchester-, Kammermusik und Lieder, schlichte Chorsätze und Oratorien. Sein Ideal war das der Sanglichkeit. Alles Gewaltsame in Melodie, Harmonie und Rhythmus lehnte er ab. Damit stieß er in der Musikwelt einerseits auf dankbare Zustimmung, andererseits auf Geringschätzung und Ablehnung, und dies umso entschiedener, je mehr die allgemeine Musikentwicklung sich von seinem Ideal entfernte.
Fünf Jahrzehnte lang war Winand Nick die Zentralfigur des Hildesheimer Musiklebens. Er wird als tief fromm und zugleich menschlich zugewandt und hilfsbereit beschrieben.

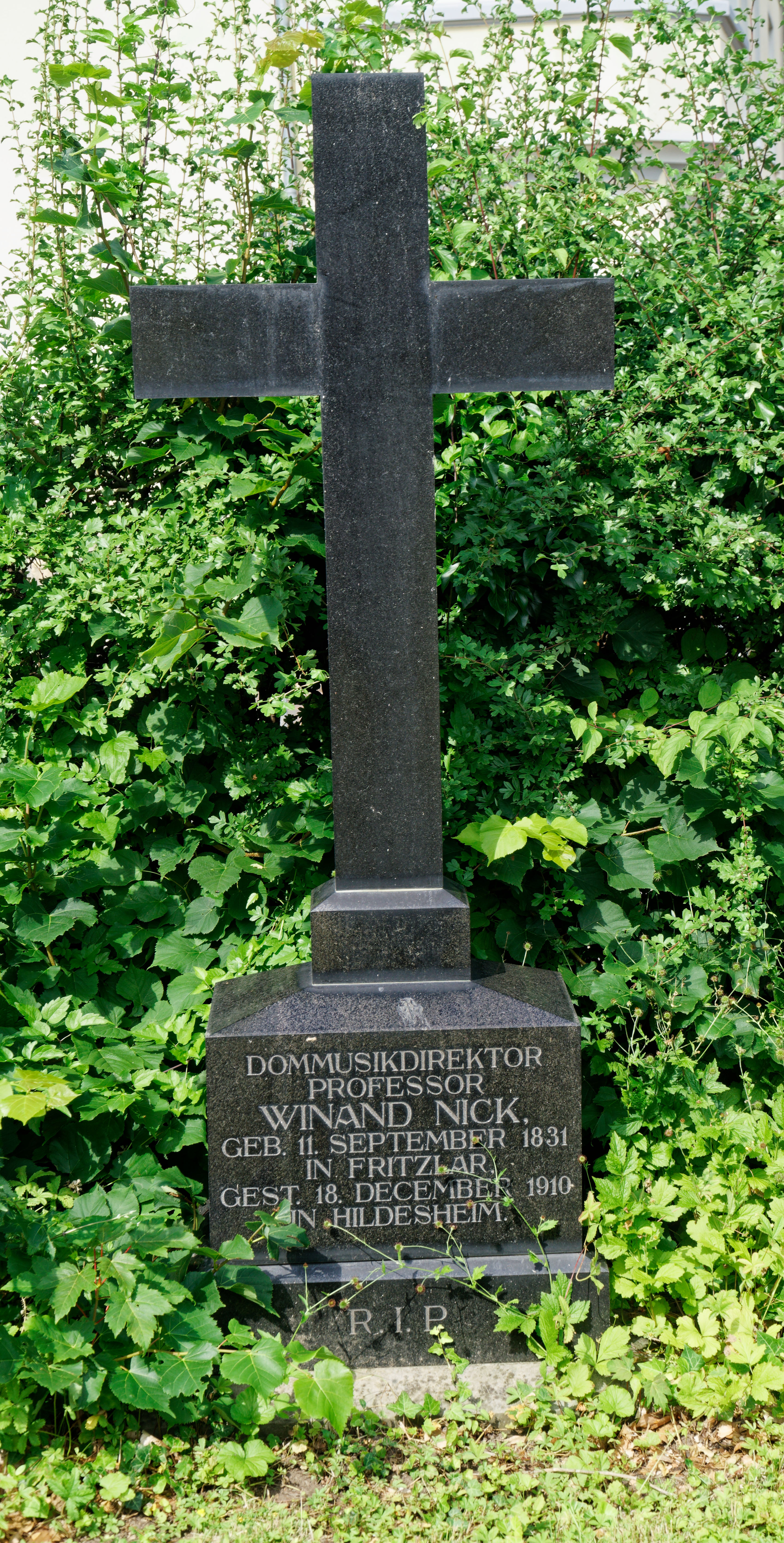
Grabmal auf dem Godehardi-Friedhof in Hildesheim

## Ehrungen und Nachwirkung
1895 wurde Winand Nick der Professorentitel verliehen. Zum 40. Dienstjubiläum 1896 erhielt er auf Initiative Bischof Wilhelm Sommerwercks den päpstlichen Gregoriusorden. Sein 50. Dienstjubiläum wurde mit großer Festlichkeit und zahlreichen weiteren Ehrungen begangen, darunter der Rote Adlerorden 4. Klasse. 1914 wurde gar ein Winand-Nick-Denkmal errichtet, das jedoch den Bomben des 22. März 1945 zum Opfer fiel. 1956 wurde sein 125. Geburtstag in Hildesheim mit Konzerten und Vorträgen begangen.
Im Jahr 1962 wurde im Hildesheimer Ortsteil Drispenstedt die Winand-Nick-Straße nach ihm benannt. Im Bernwardjahr 1993 wurde im Dom sein Bernwards-Oratorium aufgeführt. Insgesamt aber ist der Komponist Winand Nick weitgehend vergessen.
Der Hildesheimer Diözesananhang des Gotteslobs von 1975 enthält vier Melodien von ihm:
- 820 Meinen Jesus lass ich nichtⓘ/?
- 867 Heilig, heilig, heilig, unaussprechlich heilig
- 881 O Mutter mein, Maria, Jungfrau rein
- 886 Der du das blinde Heidentum (Bonifatius-Lied)

Davon ist im Gotteslob von 2013 (Diözesanausgabe der Kirchenprovinz Hamburg) nur Meinen Jesus lass ich nicht enthalten (Nr. 809), jedoch mit der irrtümlichen Verfasserangabe „Johann Ulich 1674“, die sich auf die bekanntere Melodie des Evangelischen Gesangbuchs (Nr. 402) bezieht.